# Rodrigo Nascimento
Rodrigo Nascimento (23 juni 1985) is een Braziliaans wielrenner. In 2009 werd hij Braziliaans kampioen tijdrijden en, na de diskwalificatie van de op epo betrapte Alex Arseno, op de weg.

## Belangrijkste overwinningen
2009
 Braziliaans kampioen op de weg, Elite
 Braziliaans kampioen tijdrijden, Elite
2013
 Braziliaans kampioen op de weg, Elite
2018
 Braziliaans kampioen op de weg, Elite